# Il nodo del carnefice
Il nodo del carnefice (Hangman's Knot) è un film statunitense del 1952 diretto da Roy Huggins.
È un film western con protagonisti Randolph Scott, Donna Reed e Claude Jarman Jr. incentrato su un gruppo di soldati confederati che, senza sapere che la guerra civile è finita, intercettano una spedizione di oro scortata da truppe di cavalleria dell'Unione e vengono poi braccati e attaccati.

## Produzione
Il film, diretto e sceneggiato da Roy Huggins, fu prodotto da Harry Joe Brown per la Producers-Actors Corporation e la Columbia Pictures Corporation e girato nel ranch di Corriganville a Simi Valley e nelle Alabama Hills a Lone Pine in California.

## Distribuzione
Il film fu distribuito negli Stati Uniti dal 15 novembre al cinema dalla Columbia Pictures. È stato poi pubblicato in DVD negli Stati Uniti dalla Columbia TriStar Home Video nel 2004.
Alcune delle uscite internazionali sono state:
- in Portogallo il 18 agosto 1953 (O Laço do Carrasco)
- in Francia il 20 novembre 1953 (Le relais de l'or maudit)
- in Germania Ovest l'8 luglio 1971 (Goldraub in Texas)
- in Finlandia il 14 giugno 2006 (Hirttosilmukka, in DVD)
- in Brasile (O Laço do Carrasco)
- in Belgio (Le relais de l'or maudit)
- in Spagna (Los forasteros e, in catalano, El nus del penjat)
- in Grecia (Ethelontai tis erimou)
- in Italia (Il nodo del carnefice)

## Promozione
Le tagline sono:
- "The West's Most Spectacular Star--in His Most Spectacular Story!".
- "It Happened When A Killer With A Rope Ruled Nevada!".

## Critica
Secondo AllMovie il film risulta "ben fatto" ed è un intenso western con un azzeccato senso dell'umorismo.